# Volatilitet
Inden for finansiering er volatility (normalt angivet med σ) graden af varians i handelsprisen over en given periode, normalt mål med standardafvigelsen af logaritmisk afkast.
Historisk volatilitet måler en tidsperiode i tidligere markedspriser. Underliggende volatilitet ser frem i tiden, og er afledt fra markedsprisen på en markedshandlet derivativ (særligt optioner).
Det er alment kendt, at forskellige typer aktiver kan opleve perioder med høj eller lav volatilitet, hvilket betyder at prisen i nogle periode går hurtigt op og ned, mens de i andre periode er meget stabile. I valutamarkeder varierer priserne typisk ensartet over en dag eller en uge.